# François Van der Elst
François Van der Elst (1 de dezembro de 1954 — 11 de janeiro de 2017) foi um futebolista belga que competiu na Copa do Mundo FIFA de 1982.

## Carreira
Ele foi vice-campeão europeu pela seleção de seu país no Campeonato Europeu de Futebol de 1980, sediado na Itália.